# پتره دومیترو
پتره دومیترو (رومانیایی: Petre Dumitru؛ زادهٔ ۱۱ نوامبر ۱۹۵۷) وزنه‌بردار اهل رومانی بود.
وی در مسابقات کشوری و بین‌المللی در مجموع برندهٔ ۱ مدال نقره شده‌است.